# Бантельн
Бантельн (нем. Banteln) — община в Германии, в земле Нижняя Саксония.
Входит в состав района Хильдесхайм. Подчиняется управлению Гронау (Лайне). Население составляет 1579 человек (на 31 декабря 2010 года). Занимает площадь 7,51 км². Официальный код — 03 2 54 006.
| Год  | Население |
| ---- | --------- |
| 1990 | 1614      |
| 1995 | 1636      |
| 2000 | 1668      |
| 2005 | 1670      |
| 2010 | 1573      |